# Пиньейру ди Азеведу, Жозе Батишта
 Жозе́ Бати́шта Пинье́йру ди Азеве́ду (порт.  José Baptista Pinheiro de Azevedo; 5 июня 1917, Луанда, Португальская Ангола — 10 августа 1983, Лиссабон, Португалия) — португальский политический и военный деятель, активный участник «Революции гвоздик», начальник Главного штаба военно-морских сил Португалии в 1974—1975 годах, премьер-министр Португалии с 19 сентября 1975 по 23 июня 1976 года.

## Биография
Родился 5 июня 1917 года в городе Луанда, столице Португальской Западной Африки, где проходил службу его отец, офицер португальской армии.

### Карьера морского офицера
В 1934 году в возрасте 17 лет поступил в Военно-морскую школу, в 1937 году был зачислен в штат военного флота как кадет, а с 1939 года, после окончания Военно-морской школы, в звании младшего лейтенанта служил на судах ВМФ Португалии. Был капитаном судна «Адмирал Шульц» (порт. Almirante Schultz, 1946—1948), в 1947 году получил звание старшего лейтенанта, после чего командовал сторожевым кораблём «Сальвадор Коррейя де Са» (порт. Salvador Correia de Sá, 1948—1953). В 1954 году получил звание капитан-лейтенанта. Входил в полулегальное Движение демократического единства, поддерживавшее оппозиционного генерала Умберту Делгаду.
В 1955—1963 годах был профессором астрономии и навигации в Морской школе и Школе мореплавания имени инфанта Энрике (порт. Escola Náutica Infante D. Henrique), читал лекции на капитанских курсах. Стал известен в учёном мире как автор работ по метеорологии, технической тригонометрии и навигации. С отличием окончил курсы Главного штаба ВМС, Высшие военно-морские курсы, Курсы передовых военных исследований.
В 1961 году получил звание капитана фрегата. В 1963—1965 годах командовал зоной морской обороны Санту-Антониу-ду-Заир на севере Анголы, близ реки Конго, когда в колонии уже шла партизанская война. В 1966—1967 годах командовал фрегатом «Корте-Реал» (порт. Corte Real), затем служил в Главном штабе военно-морских сил Португалии. С февраля 1968 по август 1971 года — военно-морской атташе в Лондоне и представитель Португалии в Бюро военной стандартизации НАТО. В 1970 году получил звание капитана 1-го ранга (порт. capitão-de-mar-e-guerra). В 1971—1974 годах командовал корпусом морской пехоты на континенте.

### Революция гвоздик
25 апреля 1974 года присоединился к начавшейся революции и открыто оказал поддержку восставшим частям. Получив оповещение, утром поднял по тревоге части ВМС и перебросил их к Лиссабону. В тот же день он вошёл в первый состав правящего Совета Национального Спасения (куда был рекомендован ещё 23 апреля), где вместе с капитаном 2-го ранга Антониу Розой Коутинью представлял военно-морские силы. 27 апреля Пиньейру ди Азеведу был назначен начальником Главного штаба военно-морских сил и 29 апреля произведён в вице-адмиралы. 31 мая 1974 года он вошёл и в состав Государственного совета Португалии. 10 октября адмирал ди Азеведу по должности вошёл и в «Совет двадцати» (порт. Conselho dos Vinte), созданный для руководства вооружёнными силами, по решению СНС исполнял обязанности президента республики во время поездки генерала да Кошта Гомиша в США 15 — 20 октября 1974 года. 6 декабря того же года он был включён в состав Ассамблеи ДВС (порт. Assembleia de Delegados do MFA) или Ассамблеи двухсот (порт. Assembleia dos Duzentos). 14 марта 1975 года он, как член распущенного СНС и начальник Главного штаба ВМС вошёл в состав Революционного совета Португалии и с 4 июня 1975 года по решению Совета был определён как исполняющий обязанности президента на периоды его отсутствия. Считался одним из трёх самых влиятельных членов СНС, а затем обладал значительным влиянием в Революционном совете. Участвовал в двух сессиях Комитета планирования обороны НАТО. С 8 августа 1975 года также занимал пост министра военно-морских сил в V Временном правительстве Португалии. За бескомпромиссность и личную смелость получил прозвище  «бесстрашный адмирал»  (порт. Almirante sem medo). Демонстрировал левые, социалистические убеждения и, когда 25 августа 1975 года его кандидатура появилась среди кандидатур на пост премьер-министра, его активно поддержала Португальская коммунистическая партия (ПКП).

### Формирование кабинета
29 августа 1975 года в 23.00 было объявлено, что адмирал Жозе Батишта Пиньейру ди Азеведу назначается премьер-министром Португалии вместо генерала Вашку Гонсалвиша. Азеведу выступил по национальному телевидению и заявил о намерении сформировать «правительство национального единства и национальной независимости» на основе коалиции социалистической, коммунистической и Народно-демократической партий. «Без такой платформы невозможно управлять страной» — заявил он. Адмирал обосновался в президентском дворце Белен и начал консультации с лидерами Движения вооружённых сил и политическими партиями. Но формирование VI Временного правительства оказалось едва ли не самым сложным после 25 апреля 1974 года. Уже 30 августа он натолкнулся на отказ лидера ПСП Мариу Суариша вести переговоры, пока Вашку Гонсалвиш не будет удалён с поста начальника Генерального штаба. Но Пиньейру ди Азеведу удалось высказать свою позицию — 
«…теперь у нас развязаны руки, чтобы сформировать настоящее правительство, устойчивое и эффективное, что предполагает предоставление социалистам предпочтительных мест. Я хочу ограничить по возможности число министров из военных». 
 7 сентября в 01.00 было объявлено, что V временное правительство должно уйти в отставку. После этого Пиньейру ди Азеведу ускорил меры по формированию нового кабинета. 11 сентября канцелярия президента объявила о новых встречах с лидерами НДП, ПСП и ПКП для сформирования «правительства народного единства». 13 сентября эти три партии утвердили политическую программу кабинета и было объявлено, что правительство приступит к исполнению своих обязанностей 18 сентября. Адмирал Азеведу выступил по телевидению и, объявив об этом, зачитал основные принципы программы — «Национальная независимость, социализм и демократический плюрализм, повседневная защита интересов трудящихся и народных масс, обращая при этом основное внимание на положение наименее обеспеченных слоёв населения. Уважение и защита демократических свобод. Защита революции и её завоеваний. Упрочение демократии в провинциях и районах страны. Защита мира и сотрудничество со всеми странами. Дальнейшее осуществление программы деколонизации. Уважение платформы конституционного соглашения между Движением вооружённых сил и ведущими политическими партиями. Осуществление твёрдой революционной власти». Он заявил, что желает расширить полномочия правительства, которое должно выражать волю большинства португальского народа, восстановить дисциплину и защитить демократический порядок и законность. Но 18 сентября церемония присяги не состоялась, вместо этого Азеведу встретился с делегацией Союза работников сельского хозяйства округа Бежа. 19 сентября президент Франсишку да Кошта Гомиш подписал декрет № 507-А/75 о вступлении правительства в свои права.

### Во главе Шестого временного правительства Португалии
Вступая на пост премьер-министра, адмирал ди Азеведу заявил, что считает своей целью «найти выход из происходящего сегодня политического, экономического и социального кризиса в Португалии с помощью общей политической программы трёх основных политических партий». Однако многие наблюдатели считали, что ведущей силой в правительстве является Португальская социалистическая партия. Французская «Le Mond» писала уже 15 сентября 1975 года, что программа правительства Азеведу — точная копия программы, «разработанной социалистами на случай своего возможного участия в шестом Временном правительстве». Неубедительной казалась и социалистическая риторика нового премьер-министра, под сомнение ставились его левые политические взгляды. 
"Заявления адмирала Пиньейру ди Азеведу позволяют вздохнуть с облегчением всем тем, кто, устав от революции, развитие которой предвидеть невозможно, уже несколько месяцев требует возвращения к порядку… Революционный огонь угас, и сейчас все стремятся к «спокойствию»
 — продолжала «Le Mond». Последующие события показали, что с курсом Вашку Гонсалвиша покончено. Борьба вокруг вопроса о дальнейшем развитии Португалии внутри Движения вооружённых сил завершилась в ноябре вооружённым конфликтом в армии, которая была очищена от левонастроенных офицеров и окончательно вернулась в казармы. 2 апреля 1976 года Учредительное собрание приняло новую конституцию Португалии, а 25 апреля того же года, когда она вступила в силу, были проведены парламентские выборы, на которых победила Португальская социалистическая партия.

### Зарубежные поездки Пиньейру ди Азеведу
Апрель 1976 года — Австрия.

### Президентские выборы 27 июня 1976 года
В январе 1976 года ди Азеведу оставил пост начальника Главного штаба военно-морских сил. Сразу же после выборов 25 апреля 1976 года агентство Франс пресс сообщило, что он выдвинул свою кандидатуру на пост президента Португалии на выборах, которые были намечены на 27 июня. Однако ведущие политические партии отказались поддержать премьер-министра, на которого возлагали надежды после отставки Вашку Гонсалвиша. Социалисты Мариу Суариша и правые партии поддержали малоизвестного и скромного генерала Рамалью Эаниша, а коммунисты вообще отказались поддерживать военных кандидатов, ссылаясь на то, что их программы неясны. Оставаясь премьер-министром, он выступил как независимый кандидат и 13 мая опубликовал свою предвыборную программу. Хотя ему противостоял также майор Отелу Сарайва ди Карвалью, ещё недавно обладавший большой популярностью, главным соперником адмирал считал начальника Главного штаба сухопутных сил Антониу Рамалью Эаниша. Его предвыборный штаб помещал на предвыборных афишах карикатуру, на которой политики во главе с Суаришем подталкивали к власти одетого в генеральскую форму Рамалью Эаниша, марширующего с поднятой в фашистском приветствии рукой. На других плакатах Азеведу обгонял Рамалью Эаниша на катере, чем обескураживал Мариу Суариша. Были и листовки в виде договора адмирала с португальским народом: в нём он давал обязательства уважать Португалию, её независимость и её народ.
Однако сердце 59-летнего адмирала не выдержало предвыборной гонки и забот главы правительства. 23 июня 1976 года у Пиньейру ди Азеведу произошёл обширный инфаркт. Несколько дней он повёл без сознания, а его обязанности как премьер-министра ещё целый месяц выполнял капитан 2-го ранга Вашку Алмейда-и-Кошта. Из предвыборной гонки адмирал Азеведу поневоле вышел.
| \| \| \| | 61,59 % |
|          |         |

|  |  |

| \| \| \| | 16,46 % |
|          |         |

|  |  |

| \| \| \| | 14,37 % |
|          |         |

|  |  |

| \| \| \| | 7,59 % |
|          |        |

|  |  |

На выборах 27 июня 1976 года занял третье место. Он так и не вернулся к исполнению обязанностей премьер-министра, и Алмейда-и-Кошта 23 июля передал пост главы правительства новому премьер-министру Мариу Суаришу.

### Последние годы
Пиньейру ди Азеведу был вынужден покинуть большую политику, но вскоре после отставки примкнул к Христианско-демократической партии. 11 ноября 1977 года он стал её почётным председателем, однако в 26 декабря 1978 года покинул этот пост. 28 ноября 1979 года на пресс-конференции он заявил, что не будет выставлять вою кандидатуру на президентских выборах 7 декабря, однако выступит как независимый кандидат, поддерживаемый ХДП на парламентских выборах 2 декабря. Азеведу получил звание адмирала по выслуге лет и продолжил жить уже частной жизнью. В июне 1983 года его перевели в резерв флота.
Скончался 10 августа 1983 года в Лиссабоне от инфаркта миокарда. 12 августа был похоронен на кладбище Алту ди Сан-Жуан.

## Награды
| Страна     | Дата вручения | Награда                                  | Награда                                  | Литеры |
| ---------- | ------------- | ---------------------------------------- | ---------------------------------------- | ------ |
| Португалия | —             | Командор                                 | ордена Святого Беннета Ависского         | ComA   |
| Португалия | —             | Офицер                                   | ордена Святого Беннета Ависского         | OA     |
| Португалия | —             | Кавалер Большого креста ордена Свободы   | Кавалер Большого креста ордена Свободы   | GCL    |
| Португалия | —             | Медаль «За выдающиеся заслуги» с пальмой | Медаль «За выдающиеся заслуги» с пальмой | MCSD   |
| Португалия | —             | Медаль «За военные заслуги» 1 класса     | Медаль «За военные заслуги» 1 класса     | MPMM   |
| Португалия | —             | Медаль «За военные заслуги» 2 класса     | Медаль «За военные заслуги» 2 класса     | MSMM   |

## Сочинения
- Trignometria : navegação estimada e costeira / José Baptista Pinheiro de Azevedo. — Lisboa : Escola Náutica, 1957.
- Manual de Navegação, Lisboa, 1959; em co-autoria.
- Manual de Navegação: Cálculos Náuticos, Lisboa, 1966; em co-autoria.
- Apelo ao País: Discurso Pronunciado, Lisboa, 1975.
- A Revolução Avança: Comunicação Feita ao País, Lisboa, 1975.
- 25 de novembro sem mascara Azevedo, José Baptista Pinheiro de, Hoover Library " Stacks " DP680 .A93 , 1979
- Olivença está cativa pela Espanha : por culpa de quem? / Pinheiro de Azevedo. [Lisbon] : BE, [1982]

## Память
- Улица Пиньеру ди Азеведу в Валонгу Архивная копия от 13 января 2010 на Wayback Machine